# Aurora (Iowa)
Aurora é uma cidade localizada no estado americano de Iowa, no Condado de Buchanan.

## Demografia
Segundo o censo americano de 2000, a sua população era de 194 habitantes. 
Em 2006, foi estimada uma população de 185, um decréscimo de 9 (-4.6%).

## Geografia
De acordo com o United States Census Bureau tem uma área de 
1,5 km², dos quais 1,5 km² cobertos por terra e 0,0 km² cobertos por água.

## Localidades na vizinhança
O diagrama seguinte representa as localidades num raio de 16 km ao redor de Aurora. 